# Adega (Arcos de Valdevez)
Adega era, em 1747, uma aldeia portuguesa da freguesia de São Bartolomeu de Monte-Redondo, termo da vila dos Arcos de Val de Vez, Comarca de Valença, Arcebispado de Braga, Província de Entre Douro e Minho.